# 1097 هـ
ألف وسبعة وتسعون 1097 هـ هي سنة في التقويم الهجري امتدت مقابلةً في التقويم الميلادي بين سنتي 1685 و1686.

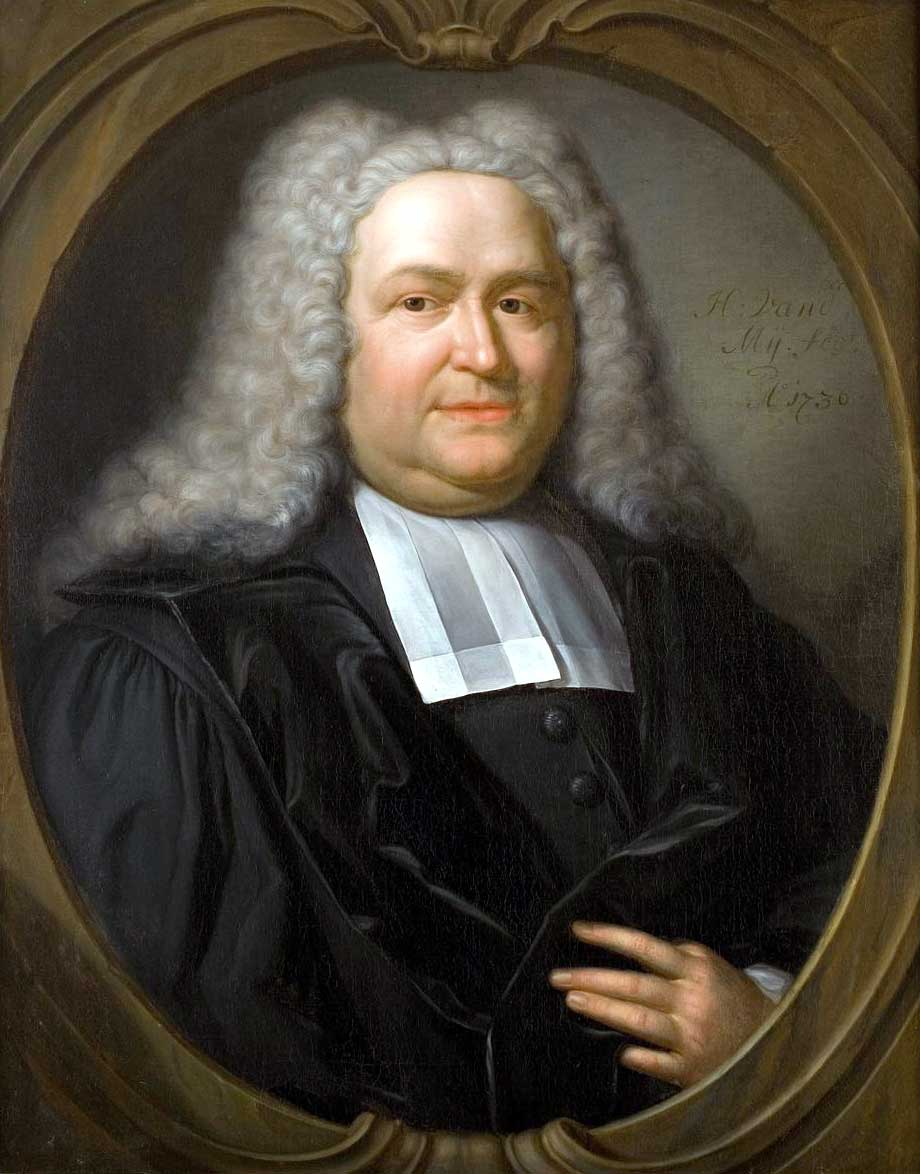
ألبرتوس شولتنز

## أحداث
- توحدت إمارة عنيزة لأول مرة وكانت الإمارة لفوزان بن حميدان بن معمر السبيعي.

## مواليد
- ألبرتوس شولتنز